# Ribuloză

D-ribuloza

Ribuloza este o monozaharidă din categoria cetopentozelor, cu formula chimică C5H10O5. Sunt posibili doi enantiomeri, D-ribuloza și L-ribuloza. D-ribuloza este diastereoizomerul D-xilulozei.